# Battalion 3-16 (Honduras)
Le bataillon de renseignement Battalion 3–16 ou Battallón 316 (noms divers: Group of 14 (1979–1981) ou Special Investigations Branch (DIES) (1982–1983) ou Intelligence Battalion 3–16 (de 1982 ou 1984 à 1986)  ou Direction du renseignement et du contre-espionnage (depuis 1987)) était le nom d'une unité de l'armée hondurienne chargée de commettre des assassinats politiques et de torturer des opposants politiques présumés au gouvernement dans les années 80.
Les membres du bataillon ont reçu une formation et le soutien des États-Unis via la Central Intelligence Agency (CIA) (tant au Honduras que sur des bases militaires américaines ) et de l'Argentine avec le Bataillon 601 qui avait collaboré avec la DINA chilienne en assassinant le général Carlos Prats et avait formé, avec Mohamed Alí Seineldín, l'Alliance anticommuniste argentine. Au moins 19 membres du Bataillon 3-16 étaient diplômés de l'École militaire des Amériques,. Le bataillon 3-16 a également été formé par des cadres du Chili de Pinochet.
Le nom indiquait l'appartenance de l'unité aux trois armées et en faisait le seizième bataillons de l'armée hondurienne.

## Années 80
Selon l'ONG des droits de l'homme COFADEH, le bataillon 3-16 a été créé en 1979 sous le nom de "Groupe de 14". En 1982, son nom a été changé en "Direction des enquêtes spéciales (DIES)", commandée par "Señor Diez" ("numéro 10").
En 1982, d'après les documents déclassifiés par les États-Unis à la demande du Commissaire national aux droits de l'homme du Honduras ou en 1984 selon COFADEH son nom fut modifié en "Intelligence Battalion 3-16". La réorganisation de l'unité sous le nom de "Bataillon du renseignement 3-16" est attribuée au général Gustavo Álvarez Martínez.
De 1987 à 2002 au moins, elle s'appelait la "Division du renseignement et du contre-espionnage".

### Liens avec l'Argentine
Gustavo Alvarez Martínez, alors colonel, a étudié au Collège militaire argentin et a obtenu son diplôme en 1961. À la fin de 1981 (c'est-à-dire pendant la guerre sale en Argentine au cours de laquelle jusqu'à 30 000 personnes ont été portées disparues par les forces de sécurité et les escadrons de la mort argentins), plus de 150 officiers argentins se trouvaient au Honduras. Cette opération de formation a pris le nom de code de l'opération Charly et utilisait les bases d'entraînement à Lepaterique et Quilalí. La Central Intelligence Agency a pris le relais des Argentins après la guerre des Malouines, bien que des officiers argentins soient restés actifs au Honduras jusqu'en 1984-1986.
L'ESMA de la marine argentine a également envoyé des instructeurs au Honduras, dont Roberto Alfieri González qui a servi dans la garde nationale d'El Salvador ainsi qu'au Guatemala et au Honduras.

### Liens avec les États-Unis
À partir de 1982, des agents du Bataillon 3-16, en étroite collaboration avec des membres de la CIA, ont arrêté des centaines de militants de gauche, dont des étudiants, des enseignants, des syndicalistes et des guérilleros présumés qui ont ensuite disparu. Les membres de l'unité étaient habillés en civil et se déguisaient, utilisant masques, perruques, fausses barbes et moustaches. Armés de mitraillettes ou de pistolets mitrailleurs Uzi, ils surveillaient leurs victimes puis les enlevaient en les précisant dans des camionnettes Toyota à cabine double avec vitres teintées et des plaques d'immatriculation volées. De nombreux enlèvements ont eu lieu pendant la journée et à la vue des témoins. Les suspects capturés étaient emmenés dans les prisons secrètes du bataillon, où ils étaient déshabillés, attachés aux mains et aux pieds et les yeux bandés. Bien que, lors des séances de formation, l'agence ait mis l'accent sur la torture psychologique, le conseiller de la CIA, M. Mike, a déclaré à l'agent Florencio Caballero du 3-16 que les décharges électriques étaient "le moyen le plus efficace de faire parler quelqu'un quand il résistait". De plus, le commandant de l'unité, le général Alvarez, a déclaré aux interrogateurs que la torture psychologique n'était pas efficace et leur a ordonné de recourir à la torture physique à la place. Les substituts argentins de la CIA ont fourni cette expertise. Le bataillon 3-16 a donc utilisé des techniques de torture comprenant les décharges électriques, l'immersion dans l'eau et la suffocation.
Une ancienne détenue du 3-16 ans, Ines Murillo, a affirmé que pendant sa captivité, elle avait souvent été torturée en présence du conseiller de la CIA, M. Mike, et qu'il l'avait même interrogée. Dans son témoignage de juin 1988, Richard Stolz, alors directeur adjoint des opérations de la CIA, a confirmé qu'un responsable de la CIA s'était rendu dans la prison où Murillo elle était détenu. Elle a également accusé un éminent journaliste du New York Times d'avoir fait le sale boulot. Dans une lettre au Times, Ines Murillo répond à l'article de James LeMoyne relatant leur entretien. Elle note une série de distorsions et de mensonges, qui lui "ont causé de grands dommages" ainsi qu'à sa famille et "pourraient être utilisés pour justifier l'enlèvement, la disparition et l'assassinat de centaines de personnes". Un déserteur du bataillon 316 a affirmé que le père James Carney, prêtre théologien, avait été exécuté sur ordre du général Álvarez, et que "Álvarez Martínez avait donné l'ordre d'exécuter Carney en présence d'un officier de la CIA, connu sous le nom de "Monsieur Mike". Dix ans plus tard, un haut responsable du département d'État concédait en privé le rôle des États-Unis dans ces disparitions. "Le feu vert donné était de tuer un copain", a déclaré le responsable. "Tout le monde faisait un clin d'œil et acquiesçait." 
L'ambassadeur américain au Honduras à l'époque, John Negroponte, a fréquemment rencontré le général Gustavo Alvarez Martínez. En résumant les documents déclassifiés des États-Unis montrant des télégrammes (câbles) envoyés et reçus par Negroponte pendant sa période en tant qu'ambassadeur des États-Unis au Honduras, les archives de la sécurité nationale déclarent que «les comptes-rendus sur les violations des droits de l'homme» commises par le bataillon 3-16 étaient «visiblement absentes des télégrammes" et que "les câbles de Negroponte ne reflètent aucune protestation, ni même discussion de ces questions lors de ses nombreuses rencontres avec le général Alvarez, ses députés et le président hondurien Robert Suazo. Les câbles publiés ne contiennent pas non plus de lien entreWashington et ces violations des droits de l'homme qui eurent lieu."  

## Années 90
En 2002, COFADEH a déclaré que "de nombreux agents retraités ou actifs dodu 3-16 ans ont été intégrés en tant que conseillers du renseignement dans la Police nationale de prévention".

## Années 2000
Sept anciens membres du bataillon 3-16 (Billy Joya, Alvaro Romero, Erick Sánchez, Onofre Oyuela Oyuela, Napoleón Nassar Herrera, Vicente Rafael Canales Nuñez, Salomón Escoto Salinas et René Maradianga Panchamé) ont occupé des postes importants dans l'administration du président Manuel Zelaya jusqu'à mi-2006, selon l'organisation de défense des droits humains CODEH.
À la suite du coup d'État de 2009, au cours duquel Zelaya a été arrêté, détenu et exilé par des unités militaires honduriennes, Zelaya a affirmé que le bataillon 3-16 fonctionnait à nouveau, sous un nom différent, et qu'il était dirigé par Joya, qui était devenu de facto conseiller directe du président Roberto Micheletti. Zelaya a déclaré: «Sous un autre nom, [le bataillon 3-16 est] déjà opérationnel. Les crimes commis sont de la torture pour créer la peur parmi la population et c'est déjà en placer et dirigé par M. Joya". De plus, Nelson Willy Mejía Mejía a été nommé par Micheletti au poste de directeur de l'immigration, Napoleón Nassar Herrera (ou Nazar ) est le porte-parole du dialogue pour le secrétaire à la Sécurité,,,.

## Demandes d'accès à l'information
En utilisant les lois sur la liberté de l'information, diverses personnes ont tenté d'obtenir des documents sur le rôle des États-Unis à l'égard du bataillon 3-16. Par exemple, le 3 décembre 1996, des membres du Congrès des États-Unis, dont Tom Lantos, Joseph Kennedy, Cynthia McKinney, Richard J. Durbin, John Conyers et d'autres, ont demandé au président Bill Clinton "la déclassification rapide et complète de tous les documents américains concernant les violations des droits de l'homme au Honduras "et affirmé que "le gouvernement américain ... a aidé à créer, former et équiper le bataillon 3-16, unité militaire responsable de l'enlèvement, de la torture, de la disparition et du meurtre d'au moins 184 étudiants honduriens, professeurs, journalistes, militants des droits de l'homme et autres dans les années 80".

## Voir également
- Escadron de la mort
- The Torture Manuals
- Torture
- Honduras
- John Negroponte